# Инь Цзянь (яхтсменка)
Инь Цзянь (кит. упр. 殷剑, пиньинь Yīn Jiàn, родилась 25 декабря 1978 года в Сичане) — китайская яхтсменка, выступавшая в классах Мистраль и RS:X; олимпийская чемпионка 2008 года (победила в 4 гонках) в классе RS:X и серебряный призёр летних Олимпийских игр 2004 года в классе Мистраль (Mistral One Design). Вице-чемпионка Азиатских игр 2002 года в классе Мистраль. Победитель Национальных игр водных видов спорта 2007 в классе RS:X, чемпионка Китая в классе Мистраль (2000, 2002, 2003, 2005).